# Aleksandr Kowalow (1911–1942)
Aleksandr Siergiejewicz Kowalow (ur. 1911, zm. prawdopodobnie w 1942) – funkcjonariusz NKWD, jeden z bezpośrednich wykonawców zbrodni katyńskiej.
W 1934 wstąpił do Komsomołu, a w 1937 do NKWD. Był nadzorcą - wyprowadzającym komendantury Zarządu NKWD obwodu zachodniego przemianowanego później na obwód smoleński. Następnie nadzorca więzienia śledczego Zarządu NKWD tego obwodu, a od 1938 nadzorca 1. kategorii więzienia śledczego NKWD tego obwodu. Brał udział w mordowaniu polskich jeńców w Katyniu, nagrodzony za to przez Ławrientija Berię 26 X 1940 wraz z innymi NKWD-ystami. Po ataku Niemiec na ZSRR w czerwcu 1941 ewakuowany do Nowosybirska, w marcu 1942 powołany do Armii Czerwonej, zaginął podczas walk na froncie.